# Kroit
Der Weiler Kroit ist ein Gemeindeteil der Stadt Wasserburg am Inn im oberbayerischen Landkreis Rosenheim

## Geografie
Kroit befindet sich etwa drei Kilometer westlich von Wasserburg und liegt auf einer Höhe von 493 m ü. NHN.

## Geschichte
Durch die Verwaltungsreformen zu Beginn des 19. Jahrhunderts im Königreich Bayern wurde der Ort ein Bestandteil der Landgemeinde Attel, zu der auch die Gemeindeteile Attlerau, Au, Edgarten, Elend, Gabersee, Gern, Heberthal, Kobl, Kornberg, Limburg, Osterwies, Reisach, Reitmehring, Rottmoos, Seewies, Staudham und Viehhausen gehörten. Im Zuge der kommunalen Gebietsreform in Bayern in den 1970er-Jahren wurde Kroit im Jahr 1978 zusammen mit dem größten Teil der Gemeinde Attel in die Stadt Wasserburg eingegliedert. Im Jahr 2012 zählte Kroit 30 Einwohner.

## Verkehr
Die Anbindung an das öffentliche Straßennetz wird durch mehrere Gemeindestraßen hergestellt, die Kroit unter anderem mit der etwa 300 Meter östlich des Ortes vorbeiführenden Bundesstraße 15 verbinden.